# Eduard Fiker

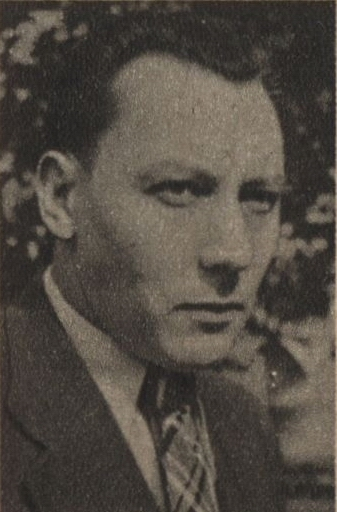
Eduard Fiker

Eduard Fiker (* 21. November 1902 in Prag; † 3. März 1961 ebenda) war ein tschechischer Schriftsteller, Übersetzer und Szenarist.

## Leben
Eduard Fiker war der Sohn eines Lehrers, absolvierte einige Semester an der Realschule auf Vinohrady und an der Prager Technischen Schule, musste aber nach dem Tod des Vaters das Studium beenden. Er ging ein Jahr nach England. Nach seiner Rückkehr leistete er Wehrdienst und spielte danach als Geiger im Theater Rokoko und an der Großen Operette (Velká opereta). Anfang der dreißiger Jahre begann er Kriminalromane und Abenteuerbücher zu schreiben. 1936 heiratete er die Schauspielerin Lola Innemannová und nahm zwei Jahre später die Stelle des Verlagsredakteurs beim Verlag Melantrich an. Hier betreute er vor allem die Zeitschrift Unruhe (Rozruch). Nach dem Krieg nahm er 1951 eine Stelle als Filmszenarist an, widmete sich später jedoch nur noch der Literatur.

## Werke
Von 1933 bis Ende des Krieges veröffentlichte er mehr als vierzig Bücher, von denen die Kriminalromane Der Beschützer der Armen (Ochránce nebohých), Das weiße Kreuz (Bílý kříž), Die Frau aus dem grauen Haus (Paní ze šedivého domu) besonders erfolgreich waren. Die Geschichten spielten sich meist auf Wunsch der Verleger in englischer oder amerikanischer Umgebung ab. Einige der Geschichten spielen sich aber auch in Böhmen ab, wie zum Beispiel Das geheime Haus (Tajemný dům), Ihr Spiel (Její hra), Der Nachschlüssel (Paklíč), Der Zinkweg (Zinková cesta). Neben Kriminalromanen schrieb Fiker auch eine Reihe satirischer Bücher und Abenteuerromane.
Nach dem Krieg wurde er berühmt durch seine Sci-Fi Kriminalromane der Reihe C-L und durch den Spionageroman Kilometer neunzehn (Kilometr devatenáct). Die nach seinem Drehbuch gedrehten Filme gehören noch heute zu oft ausgestrahlten Sendungen im Tschechischen Fernsehen, vor allem Der Schritt in die Dunkelheit (Krok do tmy), Das dreizehnte Revier (Třináctý revír), Auf den Schienen wartet der Mörder (Na kolejích čeká vrah).
Fiker übersetzte vor allem aus dem Englischen und schrieb vier Theaterstücke. Insgesamt wurden von ihm neunzig Titel veröffentlicht.
Sein größter Beitrag zur tschechischen Kriminalliteratur war, dass er in einer Zeit begann, in der die tschechische Kriminalliteratur noch in den Kinderschuhen steckte und erst durch Karel Čapek und Emil Vachek Anhänger fand.

## In deutscher Sprache publiziert
- Die goldene Vier. Verlag des Ministeriums für Nationale Verteidigung, 1956, DNB 573941181.
- Fisch im Netz. Rowohlt, 1964, DNB 451264355.
- Befehl 42. Verlag Domowina, 1961, DNB 451264363.
- Der Zinksarg. Rowohlt, 1967, DNB 456615962.
- Die Drei Koffer. Verlag des Ministeriums für Nationale Verteidigung, 1959, DNB 573941262.
- Serie C L. 3. Auflage. Artia, Prag 1964, DNB 573941327.

## Verfilmungen
Literarische Vorlage
- 1963: Angst (Strach) – nach dem Roman Kilometerstein 19
- 1967: Geheimcode B/13 – nach dem Roman Die Goldenen Vier

Drehbuch
- 1945: Das 13. Revier (13. Revir)
- 1954: Verhängnisvolle Spuren (Na konci mesta)
- 1957: Die Fälschung (Padelek)